# 피지의 국장

피지의 국장

피지의 국장은 1908년 7월 4일에 제정되었다.
국장 가운데에 그려져 있는 하얀색 방패 가운데에는 "성 게오르기우스의 십자"라고 부르는 빨간색 십자가 그려져 있으며 방패 상단에는 빨간색 바탕에 코코아 꼬투리를 양쪽 발로 잡은 노란색 영국 사자가 그려져 있다.
방패 가운데의 왼쪽에는 사탕수수가 그려져 있으며 가운데의 오른쪽에는 코코야자가 그려져 있다. 방패 아래의 왼쪽에는 올리브 가지를 물고 있는 비둘기가 그려져 있으며 아래의 오른쪽에는 바나나 한 송이가 그려져 있다.
방패 위쪽에는 범선이 그려져 있으며 방패 양쪽에는 뽕나무 껍질로 만든 치마를 입은 채로 한 손에 무기를 들고 있는 채로 있는 두 명의 전사가 그려져 있다.
국장 아래쪽에 있는 리본에는 피지의 나라 표어인 "하느님을 두려워하고 여왕께 경의를 표하라"("Rerevaka na kalou ka doka na Tui")가 피지어로 쓰여 있다.

## 같이 보기
- 피지의 국기